# Jean-Pierre-François de Gaussen
Jean-Pierre-François de Gaussen (ur. w 1747 w Lunel (Langwedocja), zm. w  1845 roku) – francuski dyplomata.
3 sierpnia 1779 był, jako sekretarz ambasady w Berlinie  przy podpisywaniu pokoju cieszyńskiego. W latach 1786–1792 de Gaussen  był francuskim chargé d’affaires w Sztokholmie. Wydatnie przyczynił się do wzrostu obrotów handlowych między obu krajami.
Dnia 4 stycznia 1788 ambasador Jean-Pierre-François de Gaussen meldował do Wersalu i ministra Montmorina o działalności ambasadora Rosji Andrieja Razumowskiego: 
"Pan Razumowski pracuje od świtu do nocy. Jego dom jest miejscem spotkań wszystkich znanych wrogów króla Szwecji, i stąd zamierzają oni rozjechać się do prowincji, żeby tam roznieść ogień nieporządku i buntu”.
Gdy we wrześniu 1791 roku do Sztokholmu dotarła wieść, ze Ludwik XVI  zaprzysiągł konstytucję, Gustaw III cofnął mu akredytację i rozkazał by Gaussena traktować odtąd jako osobę prywatną, a nie reprezentanta Francji. Za legalnych reprezentantów francuskich uznał natomiast wysłanników arystokratycznej emigracji.